# Ernst Friedrich Gäbler
Ernst Friedrich Gaebler (* 1807 in Merschwitz; † 13. Juni 1893 in Züllichau) war ein deutscher Komponist, Musiklehrer und Dirigent.

## Leben
Ernst Friedrich Gaebler wurde 1807 in Merschwitz bei Liegnitz (heute Mierzowice in der Gmina Prochowice, Woiwodschaft Niederschlesien) geboren. Es sind nur wenige Informationen über ihn bekannt. Er wirkte ab ca. 1840 als Dirigent, Lehrer und Musikdirektor am „Pädagogium“ sowie am Waisenhaus im brandenburgischen Züllichau (heute Sulechów in der Woiwodschaft Lebus). Vermutlich wirkte er sein ganzes Leben dort. Am 13. Juni 1893 starb Ernst Friedrich Gaebler in Züllichau.

## Werke
- Fuga a 3 voci F-Dur (Digitalisat)
- Introduction und Fuge Op. 10 (Berliner Orgelbuch)
- 34. Psalm für zwei Tenor- und zwei Bassstimmen, 1834
- 121. Psalm nach Cramers Übersetzung für gemischten Chor ohne Begleitung, Op. 17.
- Fest-Cantate zum Königlichen Geburtstage (mit unterlegtem Texte zu Trauungsfeierlichkeiten) für gemischten Chor und Orchester